# IC 307
IC 307 је спирална галаксија у сазвјежђу Кит која се налази на листи објеката дубоког неба у Индекс каталогу.
Деклинација објекта је - 0° 14' 28" а ректасцензија 3h 13m 45,2s. Привидна величина (магнитуда) објекта IC 307 износи 13,4 а фотографска магнитуда 14,3. IC 307 је још познат и под ознакама UGC 2600, MCG 0-9-27, CGCG 390-28, IRAS 03112-0025, PGC 12017.